# Gad (syn Jakuba)
Gad (hebr. גָּד) – postać biblijna z Księgi Rodzaju. Siódmy syn Jakuba i niewolnicy Zilpy, następnie adoptowany przez żonę Jakuba - Leę. Posiadał siedmiu synów: Sifiona, Chaggiego, Szuniego, Esbona, Eriego, Arodiego i Areliego. Od Gada go wywodzi się jedno z dwunastu plemion Izraela – Gadyci. 
Według rastafarian każdy rasta urodzony w listopadzie należy do domu Gad.